# Hexatoma glabrivittata
Hexatoma glabrivittata är en tvåvingeart som först beskrevs av Alexander 1929.  Hexatoma glabrivittata ingår i släktet Hexatoma och familjen småharkrankar. Inga underarter finns listade i Catalogue of Life.